# Lososovití
Lososovití (Salmonidae) je čeleď sladkovodních, popřípadě tažných dravých ryb. Jde o jedinou čeleď řádu lososotvární (Salmoniformes). Poznávacím znamením je tuková ploutvička mezi hřbetní a ocasní ploutví.

## Taxonomie
čeleď lososovití (Salmonidae)
- podčeleď Coregoninae
  - rod Coregonus Linnaeus, 1758 – síh
  - rod Prosopium Jordan, 1878
  - rod Stenodus Richardson, 1836 – nelma
- podčeleď Thymallinae
  - rod Thymallus Linck, 1790 – lipan
- podčeleď Salmoninae
  - rod Brachymystax Günther, 1866 – lenok
  - rod Hucho Günther, 1866 – hlavatka
  - rod Oncorhynchus Suckley, 1861 – pstruh, losos
  - rod Parahucho Vladykov, 1963 – hlavatka
  - rod Salmo Linnaeus, 1758 – pstruh, losos
  - rod Salvelinus Richardson, 1836 – siven
  - rod Salvethymus Chereshnev & Skopets, 1990